# مسجد ديربورن
مسجد ديربورن (بالإنجليزية: Dearborn Mosque)‏ هو المسجد الجامع المركزي لمدينة ديربورن في الولايات المتحدة.

## روابط خارجية
1. ↑  "In the Way of the Prophet: Ideologies and Institutions in Dearborn, Michigan, America's Muslim Capitol". The Next American City magazine. أكتوبر 2003. مؤرشف من الأصل في 2010-05-15. اطلع عليه بتاريخ 2010-03-23. {{استشهاد بخبر}}: استعمال الخط المائل أو الغليظ غير مسموح: |ناشر= (مساعدة)

- American Moslem Society site on Masjid Dearborn (Dearborn Mosque)